# Bini
Bini (стилізовано великими літерами; раніше Star Hunt Academy Girls або SHA Girls) — філіппінський дівочий гурт, утворений у 2019 році через Star Hunt Academy (SHA) каналу ABS-CBN. Гурт складається з восьми учасниць: Айя, Колет, Малой, Гвен, Стейсі, Міха, Джоанна та Шина.